# Oderen

Oderen este o comună în departamentul Haut-Rhin din estul Franței. În 2009 avea o populație de 1.310 de locuitori.

## Evoluția populației
| An        | 1975  | 1982  | 1990  | 1999  | 2006  | 2009  |
| --------- | ----- | ----- | ----- | ----- | ----- | ----- |
| Populație | 1.241 | 1.331 | 1.340 | 1.318 | 1.319 | 1.310 |